# Europarlamentari dell'Ungheria della VI legislatura
Gli europarlamentari dell'Ungheria della VI legislatura, eletti in occasione delle elezioni europee del 2004, sono stati i seguenti.

## Composizione storica
| Europarlamentare     | Lista                            | Gruppo |
| -------------------- | -------------------------------- | ------ |
| Etelka Barsi-Pataky  | Fidesz - Unione Civica Ungherese | PPE-DE |
| Zsolt László Becsey  | Fidesz - Unione Civica Ungherese | PPE-DE |
| Gábor Demszky        | Alleanza dei Liberi Democratici  | ALDE   |
| Alexandra Dobolyi    | Partito Socialista Ungherese     | PSE    |
| Szabolcs Fazakas     | Partito Socialista Ungherese     | PSE    |
| Kinga Gál            | Fidesz - Unione Civica Ungherese | PPE-DE |
| Béla Glattfelder     | Fidesz - Unione Civica Ungherese | PPE-DE |
| Zita Gurmai          | Partito Socialista Ungherese     | PSE    |
| András Gyürk         | Fidesz - Unione Civica Ungherese | PPE-DE |
| Gábor Harangozó      | Partito Socialista Ungherese     | PSE    |
| Gyula Hegyi          | Partito Socialista Ungherese     | PSE    |
| Edit Herczog         | Partito Socialista Ungherese     | PSE    |
| Lívia Járóka         | Fidesz - Unione Civica Ungherese | PPE-DE |
| Magda Kósáné Kovács  | Partito Socialista Ungherese     | PSE    |
| Katalin Lévai        | Partito Socialista Ungherese     | PSE    |
| Péter Olajos         | Forum Democratico Ungherese      | PPE-DE |
| Csaba Őry            | Fidesz - Unione Civica Ungherese | PPE-DE |
| István Pálfi         | Fidesz - Unione Civica Ungherese | PPE-DE |
| Pál Schmitt          | Fidesz - Unione Civica Ungherese | PPE-DE |
| György Schöpflin     | Fidesz - Unione Civica Ungherese | PPE-DE |
| László Surján        | Fidesz - Unione Civica Ungherese | PPE-DE |
| József Szájer        | Fidesz - Unione Civica Ungherese | PPE-DE |
| István Szent-Iványi  | Alleanza dei Liberi Democratici  | ALDE   |
| Csaba Sándor Tabajdi | Partito Socialista Ungherese     | PSE    |

## Modifiche intervenute

### Fidesz - Unione Civica Ungherese
- In data 31.07.2006 a István Pálfi subentra Antonio De Blasio.

### Alleanza dei Liberi Democratici
- In data 29.11.2004 a Gábor Demszky subentra Viktória Mohácsi.